# ウラピジル
ウラピジル（Urapidil）は交感神経遮断型降圧剤である。本薬は、アドレナリンα1受容体拮抗薬および5-HT1A受容体作動薬として作用する。初期の報告ではアドレナリンα2受容体にも作用するとされていたが、その後の研究で、イヌの伏在静脈やモルモットの回腸では作用しないことが証明された。他のアドレナリンα1受容体拮抗薬とは異なり、ウラピジルは反射性頻拍を誘発しない。これは、弱いアドレナリンβ1受容体拮抗作用と心臓迷走神経駆動への影響に関連していると考えられる。ウラピジルは現在、米国食品医薬品局では承認されてないが、日本や欧州では販売されている。商品名はエブランチル。

## 効能・効果
- 本態性高血圧症、腎性高血圧症、褐色細胞腫による高血圧症
- 前立腺肥大症に伴う排尿障害
- 神経因性膀胱に伴う排尿困難

## 副作用
重大な副作用として、肝機能障害（AST(GOT)、ALT(GPT)、γ‐GTP、Al-Pなどの著しい上昇）が知られている。

## 作用機序
ウラピジルは、末梢のシナプス後α1受容体を遮断することで血管抵抗を低下させ、収縮期および拡張期血圧を低下させる。また、中枢のセロトニン受容体（5-HT1A）を刺激し、交感神経の反作用（反射性頻脈）を防止する。

## 薬物動態
静脈内投与後、血清中の濃度は2段階の経過を辿る。最初は分配過程によるものであり、第2段階は排泄によるものである。代謝は主に肝臓で行われ、主に薬効のない代謝物を生成する。排泄の約70％は腎臓から、残りは糞便から行われる。血漿中の半減期は2.7時間で、肝疾患や腎疾患では大きく延長するため、この場合は投与量を減ずる必要がある。ウラピジルは血液脳関門や胎盤を通過する。

## 承認
日本では「高血圧症」について1989年に承認され、「前立腺肥大症に伴う排尿障害」については1995年に、「神経因性膀胱に伴う排尿困難」については1999年に承認された。

## 参考資料
1. ↑  Ramage AG (April 1991). “The mechanism of the sympathoinhibitory action of urapidil: role of 5-HT1A receptors”. Br. J. Pharmacol. 102 (4):  998–1002. doi:10.1111/j.1476-5381.1991.tb12290.x. PMC 1917978. PMID 1855130.
2. ↑  Eltze M (1979). “Investigations on the mode of action of a new antihypertensive drug, urapidil, in the isolated vas deferens”. Eur. J. Pharmacol. 59 (1–2):  1–9. doi:10.1016/0014-2999(79)90018-9. PMID 228944.
3. ↑  “Pharmacological activities of the antihypertensive drug urapidil in the rat”. Clin. Exp. Pharmacol. Physiol. 11 (4):  407–412. (1984). doi:10.1111/j.1440-1681.1984.tb00289.x. PMID 6097380.
4. ↑   Urapidil. (1983). pp. 19
5. ↑  “Effect of urapidil on β-adrenoceptors of rat atria”. Eur. J. Pharmacol. 108 (2):  193–196. (1985). doi:10.1016/0014-2999(85)90725-3. PMID 2984023.
6. ↑  Ramage AG (1990). “Influence of 5-HT1A receptor agonists on sympathetic and parasympathetic nerve activity”. J. Cardiovasc. Pharmacol. 15:  S75–S85. doi:10.1097/00005344-199001001-00010. PMID 1702490.
7. ↑  “エブランチルカプセル15mg／ エブランチルカプセル30mg 添付文書”. www.info.pmda.go.jp. 2021年12月3日閲覧。
8. ↑  “エブランチルカプセル15mg／ エブランチルカプセル30mg インタビューフォーム”. www.info.pmda.go.jp. 2021年12月3日閲覧。